# Przeżywiczenie
Przeżywiczenie – wada drewna z grupy wad budowy, polegająca na miejscowym, nadmiernym przesyceniu żywicą drewna.
Przeżywiczenie wywołane może być uszkodzeniami mechanicznymi w sąsiedztwie spały żywczarskiej, spał wywołanych spałowaniem jeleniowatych, zabitek, lub działaniem mikroorganizmów (np. w zrakowaceniach, w odziomkowej części pnia z korzeniowcem wieloletnim). Często towarzyszy twardzicy.
Przeżywiczone drewno ma barwę ciemniejszą o szklistym połysku obniża wartość sortymentów dla materiału stolarskiego lub surowca łuszczarskiego. 
Występuje w drewnie gatunków iglastych posiadających w budowie drewna przewody żywiczne.
Przeżywicowane, odpowiednio sezonowane drewno okrągłe nie będzie wskazywało oznak wady. Przy wyższych temperaturach produkty drzewne ujawniają  wadę nawet po pomalowaniu. Żywica znacznie zwiększa palność drewna, konserwuje je co niekorzystnie wpływa na malowanie farbami wodnymi. Terpentyna - składnik żywicy, jako dobry rozpuszczalnik znacznie utrudnia pokrycie drewna farbami olejnymi i lakierami.

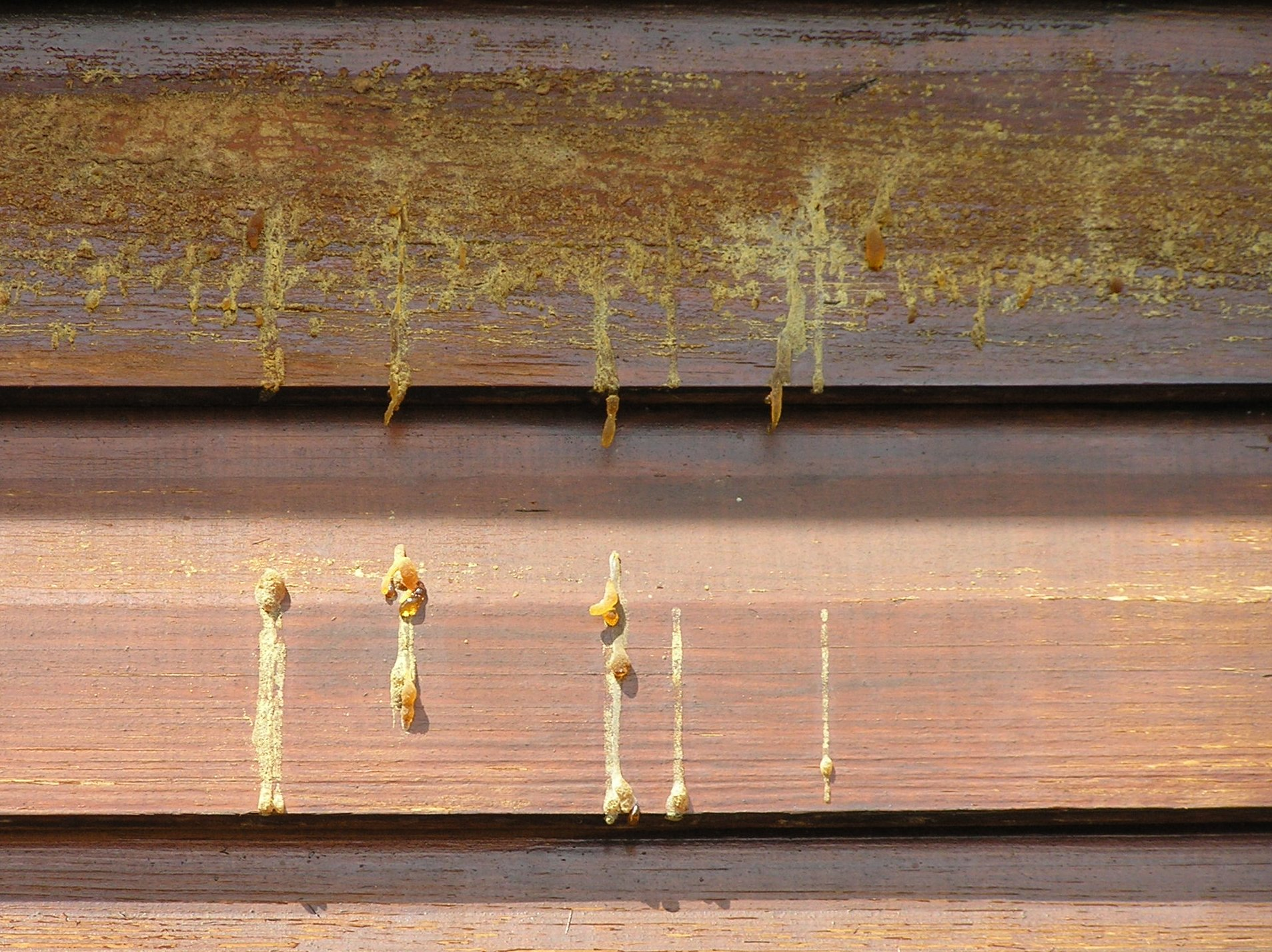
Przeżywiczenie widoczne na pomalowanej desce. Deska została użyta do obudowy domu na południowej stronie.
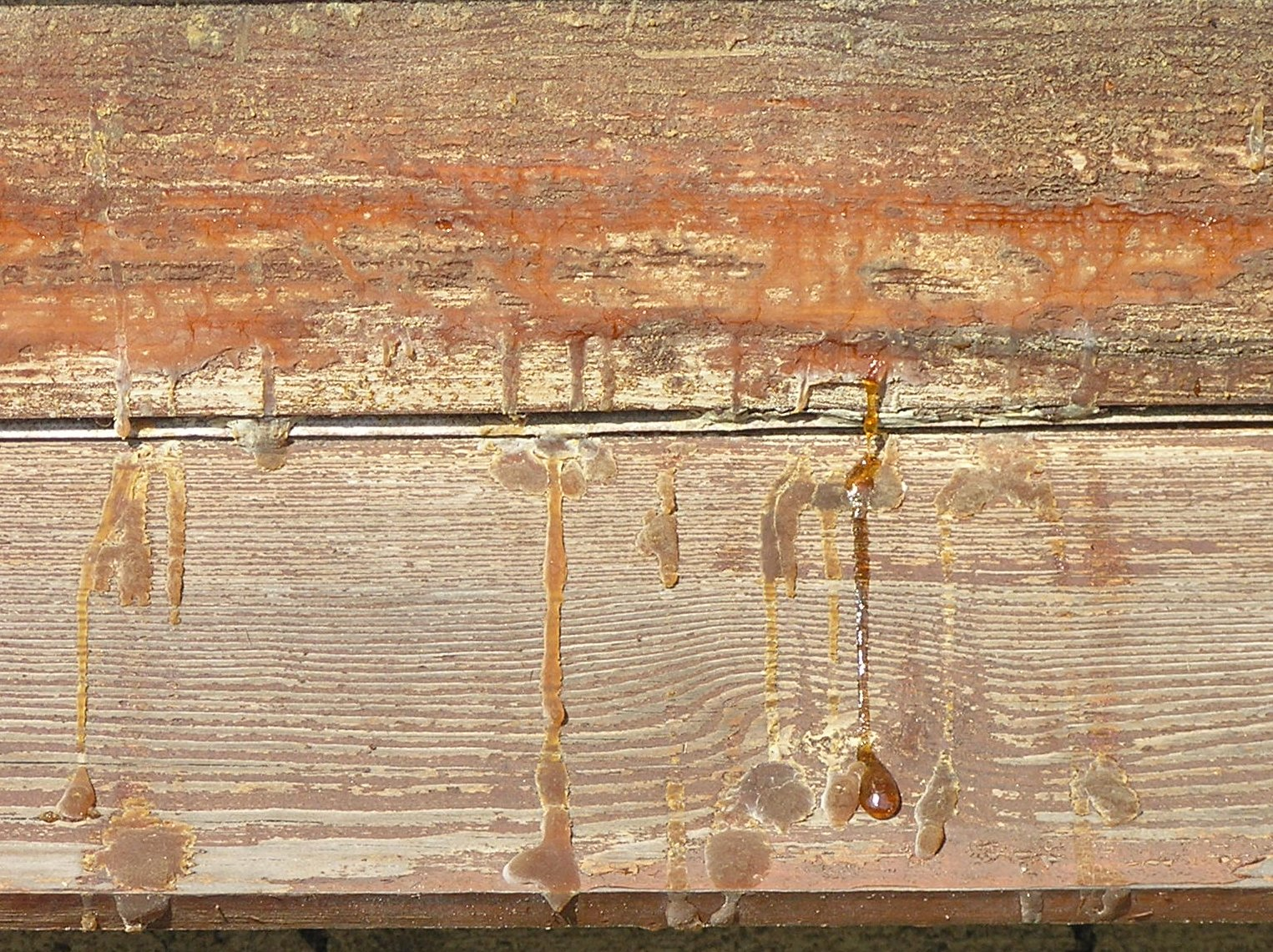
Podobnie jak na zdjęciu obok, widoczny świeży wyciek żywicy.